# ハーモニー・ローズ
ハーモニー・ローズ（Harmony Rose、1983年10月12日 - ）はフロリダ州マイアミ出身のアメリカ合衆国のポルノ女優。単にハーモニー (Harmony) とクレジットされる事も多い。

## 来歴

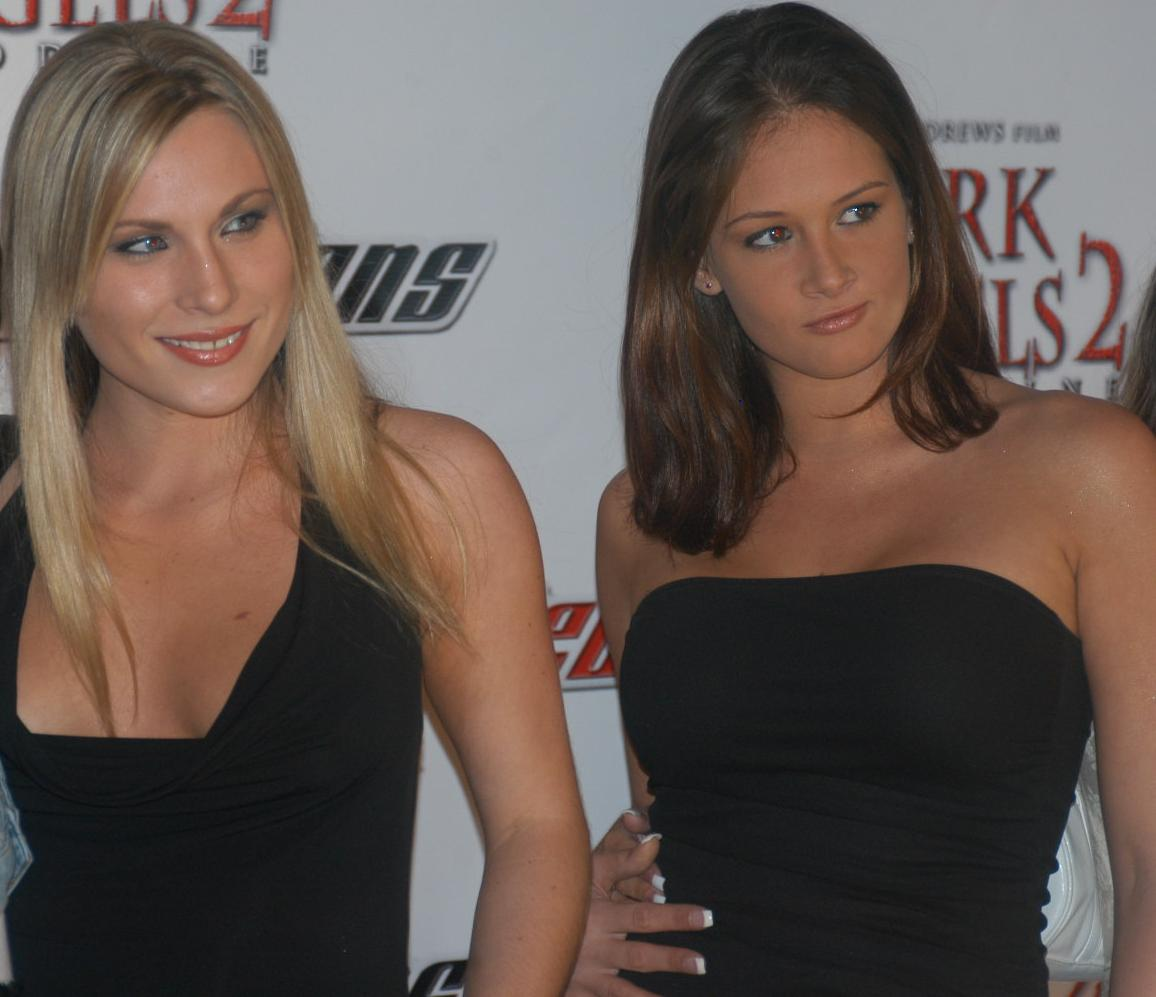
2005年11月、トリー・レインと

ローズによれば処女喪失は14歳の時である。1歳年上のその相手とは、21歳の時点ではまだ性行為を含む交流が続いていたという。高校時代は非常に淫乱な学生であったとも語っている。
ローズはポルノ映画界に入る前はフーターズで働いており、店の同僚であったトリー・レインと知り合い親友になり、更にルームメートとなった。2人はストリップクラブのアマチュアコンテストをきっかけとしてダンサーとして働き始め、後に2人ともポルノ女優に転身した。ローズのデビュー作は『New Nymphos 1』で男優2人と3Pの絡みを演じた。
2006年7月18日、ローズはルーマニアのポルノ女優でミストレスのサンドラ・ロメインの「雌犬」として『ハワード・スターンショー』に出演した。首輪と繋留チェーンに繋がれ、四つん這いで胸や顔を打たれながら犬の様に吠えたり、アニリングスを演じた。

## ノミネート
- 2009年 AVN Best Double Penetration Sex Scene - 『Fuck Me』[4]
- 2010年 AVN Best All-Girl Group Sex Scene - 『Big Toy Orgy』[5][6]
- 2010年 AVN Best All-Girl Group Sex Scene - 『The Violation of Harmony』[5][6]